# Adlullia sabulosa
Adlullia sabulosa är en fjärilsart som beskrevs av Franciscus J.M. Heylaerts 1892. Adlullia sabulosa ingår i släktet Adlullia och familjen tofsspinnare. Inga underarter finns listade i Catalogue of Life.